# Simboli della Calabria
Lo stemma e il gonfalone della Regione Calabria sono i simboli della regione, approvati e adottati in versione definitiva con Legge Regionale del 15 giugno 1992, n. 6. Esiste anche una bandiera, la quale non è però ufficialmente regolamentata.
Lo stemma racchiude in cornice ovale quattro dei simboli che rappresentano la Calabria: il pino laricio, il capitello dorico, la croce bizantina e la croce potenziata.
Il gonfalone ha lo sfondo di colore blu, con la scritta "Regione Calabria" in colore oro e al centro vi è lo stemma sopra descritto. Ha una foggia regolare movimentata alla base da una doppia curvatura, prima concava e poi convessa.

## Storia
La Calabria antica era divisa in due, ciascuna parte col proprio stemma. Lo stemma della Calabria Ulteriore presentava corona aragonese, due croci in campo argento e quattro pali vermigli in campo oro, divisi in quattro quadranti. L'arme fu introdotta da Don Ferrante, duca di Calabria: le due croci stanno a rappresentare le due Calabrie e la sovranità del duca su entrambe le province, mentre i quattro pali vermigli in campo d'oro sono l'arme d'Aragona.

Lo stemma della Calabria Citeriore presentava una croce potenziata nera su sfondo bianco. La croce potenziata richiama le armi di Gerusalemme e, rifacendosi all'età normanna, ricorda il valore dei dodicimila crociati calabresi che, sotto la guida di Boemondo I d'Antiochia, combatterono durante la prima crociata.

Stemma della Calabria Ulteriore fino al 1860
Stemma della Calabria Citeriore fino al 1860

Il simbolo attuale venne adottato con Legge Regionale del 15 giugno 1992, n. 6

## Descrizione e significato

Gonfalone della Regione Calabria

Lo Stemma della Regione Calabria è racchiuso in una cornice ovale, è inquartato in croce di Sant'Andrea, con le seguenti figure disposte con riferimento a chi le guarda:
1. Nel quarto in alto una silhouette stilizzata di pino laricio, poggiante su una linea dritta. Albero tipico delle foreste della Sila (così come il pino loricato lo è di quelle del Pollino), rappresenta le bellezze naturali della Calabria.
2. Nel quarto in basso una colonna con capitello dorico, poggiante su una linea ondulata. Simboleggia la splendida età della Magna Grecia e la sua eredità.
3. Nel quarto di sinistra la croce bizantina (il termine araldico corretto sarebbe pomata). Ricorda il lungo periodo in cui la Calabria ha fatto parte dell'impero bizantino e rappresentato, insieme alla Puglia, un ponte tra Occidente ed Oriente.
4. Nel quarto di destra una croce potenziata; presente sia nello stemma della Calabria Citra (anche Calabria Citeriore) che in quello della Calabria Ultra (anche Calabria Ulteriore) dal tempo dei Normanni ricorda il valore dei dodicimila Crociati calabresi che, sotto la guida di Boemondo Duca di Calabria, combatterono per la liberazione del Santo Sepolcro durante la prima crociata, infatti è (se "ricrocettata" e con altre quattro croci più piccole in ogni angolo) simbolo del regno di Gerusalemme. Questo simbolo è anche presente negli stemmi delle province di Catanzaro, Cosenza e Vibo Valentia (in quello della Città metropolitana di Reggio Calabria vi sono due croci greche con lo stesso significato).[4]

I colori delle raffigurazioni presenti sono:
- verde in campo d'oro per il pino;
- azzurro in campo d'oro per la colonna;
- nero in campo d'argento per le due croci.

La Calabria è stata, in ordine cronologico, l'ultima regione italiana ad adottare un proprio emblema.

## La bandiera

Bandiera della Regione Calabria

La bandiera della regione Calabria fu preparata su richiesta del presidente della Repubblica Oscar Luigi Scalfaro che in occasione del 4 novembre 1995 (giornata delle Forze Armate) volle esibire in una sala del Quirinale le bandiere delle regioni italiane; ciò costrinse molte amministrazioni regionali che ne erano sprovviste, tra cui quella calabrese, ad approntarne un esemplare. Di fatto si tratta di un adattamento in bandiera del gonfalone; il vessillo non è ufficialmente regolamentato da alcuna disposizione normativa.